# Grammotaulius submaculatus
Grammotaulius submaculatus là một loài Trichoptera trong họ Limnephilidae. Chúng phân bố ở miền Cổ bắc.